# Пітер Кемпбелл (ватерполіст)
Пітер Кемпбелл (англ. Peter Campbell, 21 березня 1960 — 11 січня 2023) — американський ватерполіст.
Срібний призер Олімпійських Ігор 1984, 1988 років.